# Keetie van Oosten-Hage
Cornelia "Keetie" van Oosten-Hage (ur. 21 sierpnia 1949 w Sint Maartensdijk) – holenderska kolarka torowa i szosowa, wielokrotna medalistka torowych i szosowych mistrzostw świata.

## Kariera
Pierwszy sukces w karierze Keetie van Oosten-Hage osiągnęła w 1966 roku, kiedy na szosowych mistrzostwach świata w Nürburg zdobyła srebrny medal w wyścigu ze startu wspólnego, ulegając jedynie Yvonne Reynders z Belgii. W tej samej konkurencji zdobyła jeszcze siedem medali: złote na mistrzostwach w Imoli (1968) i mistrzostwach w Ostuni (1976), srebrne na mistrzostwach w Barcelonie (1973) i mistrzostwach w Nürburg (1978) oraz brązowe podczas mistrzostw w Mendrisio (1971), mistrzostw w Montrealu (1974) i mistrzostw w Yvior (1975). Równocześnie van Oosten-Hage zdobyła dziesięć medali na torowych mistrzostwach świata. Była najlepsza w indywidualnym wyścigu na dochodzenie na: MŚ w Liège (1975), MŚ w Lecce (1976), MŚ w Monachium (1978) i MŚ w Amsterdamie (1979), drugie miejsce zajmowała podczas: MŚ w Varese (1971), MŚ w Marsylii (1972) i MŚ w San Sebastián (1973), za każdym razem przegrywając jedynie z Tamarą Garkuszyną z ZSRR. Ponadto w tej samej konkurencji była trzecia na MŚ w Rzymie (1968), MŚ w Brnie (1969) oraz MŚ w Montrealu (1974). Wielokrotnie zdobywała medale mistrzostw Holandii, zarówno w kolarstwie torowym jak i szosowym. Wygrywała także wyścigu szosowe, chociaż głównie na arenie krajowej. Nigdy nie wystartowała na igrzyskach olimpijskich.
Jej siostry: Heleen Hage, Bella van der Spiegel-Hage i Ciska Hage oraz jej siostrzeniec Jan van Velzen również reprezentowali Holandię w kolarstwie.